# Klaus von Dohnanyi
Klaus von Dohnanyi (n. 23 iunie 1928, Hamburg, Republica de la Weimar) este un politician social-democrat german. Din 1981-1988 a fost primar al orașului Hamburg.

## Familia
Klaus von Dohnanyi este fiul lui Hans von Dohnanyi, executat de naziști în 1945, și nepotul compozitorului Ernst von Dohnányi (1877-1960). Unchiul său pe linie maternă a fost pastorul luteran Dietrich Bonhoeffer, de asemenea executat de naziști în 1945.